# Eddie Lyons
Eddie Lyons (25 de noviembre de 1886 – 30 de agosto de 1926) fue un actor, director, guionista y productor cinematográfico de nacionalidad estadounidense, activo en la época del cine mudo.  
Nacido en Beardstown, Illinois, a lo largo de su carrera entre 1911 y 1926, actuó en 388 filmes, dirigió 153, escribió el guion de 93 y cumplió con funciones de productor en 40. A partir de 1915 Lyons trabajó en colaboración con Lee Moran.
Eddie Lyons falleció en Pasadena, California, a causa de una apendicitis.

## Selección de su filmografía

### Actor
| - The Villain Foiled, de Henry Lehrman y Mack Sennett (1911) - Trailing the Counterfeiter, de Mack Sennett (1911) - And the Villain Still Pursued Her, de Al Christie (1914) - When Ursus Threw the Bull (1914) - Cupid's Close Shave, de Al Christie (1914) - Snobbery, de Al Christie (1914) - Twixt Love and Flour, de Al Christie (1914) - His Royal Pants, de Al Christie (1914) - Scooped by a Hencoop, de Al Christie (1914) - One of the Finest, de Al Christie (1914) - She Was Only a Working Girl, de Al Christie (1914) - What a Baby Did, de Al Christie (1914) - Those Persistent Old Maids, de Al Christie (1914) - The Wrong Miss Wright, de Al Christie (1914) - Such a Villain, de Al Christie (1914) - Her Moonshine Lover, de Al Christie (1914) - When the Girls Joined the Force, de Al Christie (1914) - Their Honeymoon, de Al Christie (1914) - Her Husbands (1914) - His Strenuous Honeymoon, de Al Christie (1914) - Could You Blame Her, de Al Christie (1914) - Those College Days, de Al Christie (1914) - When Eddie Went to the Front, de Al Christie (1914) - By the Sun's Rays, de Charles Giblyn (1914) - All at Sea, de Al Christie (1914) - Detective Dan Cupid, de Al Christie (1914) - On Rugged Shores, de Al Christie (1914) - A Lucky Deception, de Al Christie (1914) - Feeding the Kitty, de Al Christie (1914) | - A Troublesome Wink, de Al Christie (1914) - For the Good of the Cause, de Al Christie (1915) - When the Mummy Cried for Help, de Al Christie y Horace Davey (1915) - When Cupid Caught a Thief, de Al Christie (1915) - When the Deacon Swore, de Al Christie (1915) - Jed's Little Elopement (1915), de Al Christie (1915) - Lizzie's Dizzy Career, de Horace Davey y Eddie Lyons (1915) - All Aboard, de Al Christie (1915) - How Doctor Cupid Won Out, de Al Christie (1915) - Eddie's Awful Predicament, de Al Christie (1915) - Two Hearts and a Ship, de Al Christie (1915) - Almost a King, de Al Christie (1915) - They Were Heroes, de Al Christie (1915) - When Her Idol Fell, de Al Christie (1915) - When the Spirits Moved, de Al Christie (1915) - Lost: Three Teeth, de Al Christie (1915) - Kill the Umpire, de Eddie Lyons y Lee Moran (1916) - A Quiet Supper for Four, de Al Christie (1916) - Treat 'Em Rough, de Louis Chaudet (1917) - Why, Uncle!, de Louis Chaudet (1917) - His Wife's Relatives, de Louis Chaudet (1917) - When the Cat's Away, de Louis Chaudet (1917) - In Again, Out Again, de Al Christie (1917) - Mixed Matrimony, de Louis Chaudet (1917) - Under the Bed, de Louis Chaudet (1917) - Follow the Tracks, de Louis Chaudet (1917) - Officer, Call a Cop, de Eddie Lyons y Lee Moran (1920) |

### Director
| - Lizzie's Dizzy Career, codirigida con Horace Davey (1915) - Kill the Umpire, codirigida con Lee Moran (1916) | - Caught with the Goods, codirigida con Lee Moran (1916) - Officer, Call a Cop, codirigida con Lee Moran (1920) |

### Guionista
| - Treat 'Em Rough, de Louis Chaudet (1917) - When the Cat's Away, de Louis Chaudet (1917) | - Under the Bed, de Louis Chaudet (1917) - Officer, Call a Cop, de Eddie Lyons y Lee Moran (1920) |